# San Martino in Strada
Pour les articles homonymes, voir San Martino.
San Martino in Strada (San Martin en dialecte lodi) est une commune italienne de la province de Lodi, dans la région Lombardie.

## Administration
| Période                                  | Période | Identité | Étiquette | Qualité |
| ---------------------------------------- | ------- | -------- | --------- | ------- |
|                                          |         |          |           |         |
| Les données manquantes sont à compléter. |         |          |           |         |

### Hameaux
Sesto, Ca’ del Conte

### Communes limitrophes
Lodi, Corte Palasio, Cavenago d'Adda, Cornegliano Laudense, Massalengo, Ossago Lodigiano.